# Gérard Desargues
Girard Desargues [žirár dezárg-], francoski matematik, geometer in arhitekt, * 21. februar 1591, Lyon, Francija, † oktober 1661, Lyon. 

## Življenje in delo
Desargues je bil arhitekt v Lyonu. Leta 1636 je napisal knjigo o perspektivi. Njegova knjižica iz leta 1639 z nenavadnim naslovom Prvi osnutek poskusa, ki naj pojasni, kaj se zgodi pri srečanju stožca z ravnino (Brouillon-projet d’une atteinte aux événements des rencontres d’un cone avec un plan) vsebuje v nenavadnem botaničnem jeziku nekatere osnovne pojme sintetične geometrije, kot na primer točke v neskončnosti, involucije in polarnosti. Desarguesov izrek o perspektivnih trikotnikih je izšel leta 1648. Plodovitost teh zamisli pa se je pokazala šele v 19. stoletju z delom Mongeevega učenca Ponceleta. Desarguesovo delo velja za predhodnika projektivne geometrije, ki so jo zelo razvili Mongeevi učenci.
Kot arhitekt je Desargues načrtoval več zasebnih in javnih zgradb v Parizu in Lyonu. Kot inženir je skonstruiral sistem za dvig vode, ki ga je namestil blizu Pariza in ki je temeljil na tedaj še neznanem načelu epicikloidnega kolesa.